# دانشکده حسابداری و علوم مالی شرکت ملی نفت ایران
دانشکده حسابداری و علوم مالی شرکت ملی نفت ایران قدیمی‌ترین مرکز آموزش عالی حسابداری در ایران است. این دانشکده در سال ۱۳۳۶ هفت سال پس از ملی شدن صنعت نفت، به همت استادان بنام حسابداری آن زمان از جمله اسماعیل عرفانی و حسن سجادی نژاد و با پشتیبانی عبدالله انتظام، مدیرعامل وقت شرکت ملی نفت ایران، بنیان گذاشته شد. این دانشکده در آغاز با نام آموزشگاه عالی حسابداری و با پذیرش ۶۱ دانشجو از کارکنان شرکت ملی نفت ایران راه‌اندازی شد. در سال ۱۳۵۰ به مدرسه عالی حسابداری و علوم مالی و در سال ۱۳۵۳ به دانشکده حسابداری و علوم مالی شرکت ملی نفت ایران تغییر نام داد. هم‌اکنون این دانشکده به نام دانشکده نفت تهران، دارای سه گروه آموزشی حسابداری، اقتصاد و مدیریت انرژی و علوم پایه است.

## تاریخچه
- در سال ۱۳۳۶ آموزشگاه عالی حسابداری به همت استادان بنام حسابداری آن زمان از جمله اسمعیل عرفانی و حسن سجادی نژاد و با پشتیبانی عبدالله انتظام، مدیرعامل وقت شرکت ملی نفت ایران، بنیان‌گذاری شد.
- در سال تحصیلی ۴۰–۱۳۳۹ نخستین گروه از دانشجویان آموزشگاه عالی حسابداری در مقطع کارشناسی (لیسانس) دانش‌آموخته شدند.
- در سال ۱۳۵۰ آموزشگاه عالی حسابداری به مدرسه عالی حسابداری و علوم مالی تغییر نام داد.
- در سال ۱۳۵۳ مدرسه عالی حسابداری و علوم مالی به دانشکده حسابداری و علوم مالی شرکت ملی نفت ایران تغییر نام داد.
- تا سال ۱۳۵۵ کادر آموزشی دانشکده بالغ بر ۴۵ تن شد. در همین زمان، کارکنان اداری و مالی دانشکده نیز بالغ بر ۱۶ تن بودند.
- پیش از انقلاب ۱۳۵۷ این دانشکده تنها مرکز آموزش عالی در ایران بود که در مقطع کارشناسی ارشد (فوق لیسانس) دانشجو می‌پذیرفت.
- پس از انقلاب ۱۳۵۷ این دانشکده در دانشگاه علامه طباطبایی ادغام شد، ولی در سال ۱۳۶۷ دوباره به نام دانشکده حسابداری و علوم مالی نفت زیر نظر شرکت ملی نفت ایران آغاز به کار کرد.
- در سال ۱۳۶۸، در پی تمرکز دانشگاه صنعت نفت، این دانشکده به عنوان یکی از دانشکده‌های دانشگاه صنعت نفت ادامه فعالیت داد. این دانشکده هم‌اکنون با نام دانشکده نفت تهران دارای سه گروه آموزشی (۱) حسابداری، (۲) اقتصاد و مدیریت انرژی، و (۳) علوم پایه است.
- در سال ١٣٩٨ تعدادي از دانشجويان نسبت به ورود فرمايشي بعضي از اساتيد همچون عبدالله رضوي دست به اعتراضات زدند.

## دانش‌آموختگان

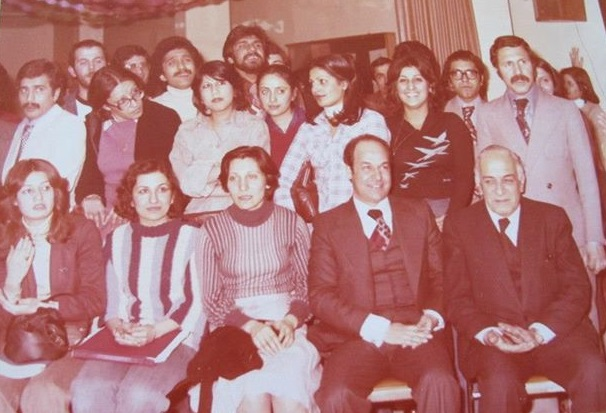
جشن چهارشنبه سوری، با حضور رئیس دانشکده (حسن سجادی نژاد، ردیف پایین، نفر اول از راست)، اسفند ۱۳۵۵

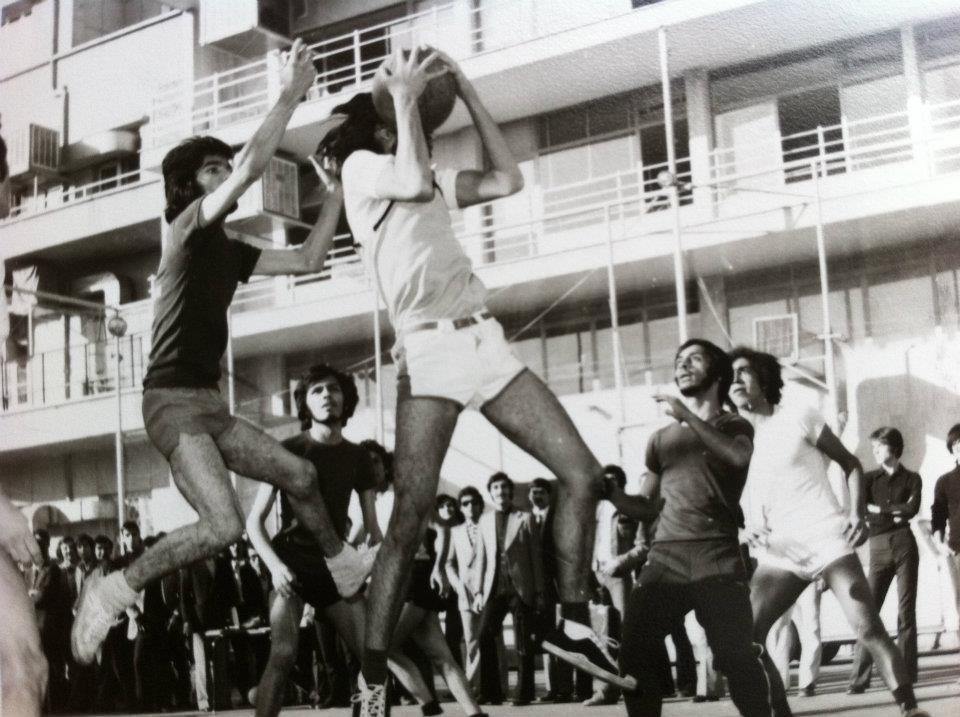
مسابقات بسکتبال دانشجویی، حیاط دانشکده، پیش از انقلاب ۱۳۵۷

از جمله دانش‌آموختگان سرشناس دانشکده حسابداری و علوم مالی شرکت ملی نفت ایران (پیش از انقلاب ۱۳۵۷) می‌توان اشخاص زیر را نام برد
- غلامرضا سلامی، از رهبران حرفه حسابداری در ایران
- ولی‌الله سیف، رئیس کل اسبق بانک مرکزی ایران
- اله‌ویردی رجایی سلماسی، نخستین دبیرکل سازمان کارگزاران بورس اوراق بهادار تهران پس از انقلاب ۱۳۵۷ (۱۳۷۶-۱۳۵۹)
- ابوالقاسم فخاریان، رئیس ۴ دوره شورای عالی انجمن حسابداران خبره ایران
- عباس هشی[۳]، حسابدار رسمی، عضو هیئت علمی دانشگاه شهید بهشتی
- اصغر هشی، حسابدار رسمی، مدیرعامل فقید مؤسسه حسابرسی بهمند
- حسین کاظمی، استاد فاینانس دانشگاه دانشگاه ماساچوست در امهرست
- محمد بزاز، استاد حسابداری دانشگاه دانشگاه ایالتی کالیفرنیا
- مریم زاهدی، استاد حسابداری دانشگاه دانشگاه ویسکانسین در میلواکی
- مسعود صفاریان، استاد حسابداری دانشگاه ایالتی راجرز
- مهناز مهدوی، استاد دانشگاه کالج اسمیت
- بیتا مشایخی، دانشیار حسابداری دانشگاه تهران